# تانر مارش
تانر مارش (بالإنجليزية: Tanner Marsh)‏ هو لاعب كرة قدم أمريكية ولاعب كرة القدم الكندية أمريكي، ولد في 29 مايو 1990 في كارولتون في الولايات المتحدة.